# Тумасян Денис Олександрович
Денис Олександрович Тумасян (нар. 24 квітня 1985, Київ, УРСР) — російський футболіст, вірменського походження, захисник клубу «Уфа».

## Життєпис
18 червня 2015 року за умовами угоди про оренду приєднався до ФК «Уфа». З 2015 року є постійним гравцем команди.

## Досягнення
- Володар Кубка Вірменії (1):

«Алашкерт»: 2018-19